# Cadena SER
Cadena SER (Sociedad Española de Radiodifusión) is een Spaans radiostation. Cadena SER zendt uit sinds 1924 en is daarmee de oudste radiozender van het land. Met dagelijks 4,5 miljoen luisteraars is het tevens de best beluisterde zender van Spanje. Cadena SER is eigendom van Prisa Radio, een dochteronderneming van de Grupo PRISA.
De zender is ontstaan op 15 oktober 1924 als Radio Barcelona. In december van dat jaar richt de zender Radio Unión op, dat in 1925 begint met Radio Madrid. Door de inlijving en het oprichting van meerdere andere radiostations, wordt het de belangrijkste zender van de jaren 30. Na de Spaanse Burgeroorlog, vanaf 1940, zou de groep verdergaan onder de naam Cadena SER. Het zou altijd het grootste radiostation van Spanje blijven. In 2005 beschikte de zender over 247 eigen zendstations en nog eens 194 aangesloten zendstations.
Vele bekende Spaanse journalisten zijn werkzaam geweest bij het station, waaronder Iker Jiménez en Pepa Bueno.